# Premi LSC de Foment de la Llengua de Signes Catalana
El Premi LSC de Foment de la Llengua de Signes Catalana és un guardó, creat pel Departament de Cultura de la Generalitat de Catalunya, que vol reconèixer persones, entitats i iniciatives que contribueixen al foment, la difusió i el prestigi de la llengua de signes catalana.
Aquest premi forma part dels guardons oficials de la Generalitat en relació amb la projecció i el foment de les llengües de Catalunya, com els premis Pompeu Fabra per al català i el premi Robèrt Lafont, de promoció de la llengua occitana. El premi LSC de foment de la llengua de signes catalana té caràcter biennal i s'atorga en tres categories: a una persona signant per la seva trajectòria, a una entitat i a una iniciativa que hagin destacat en el foment i la recerca sobre la llengua de signes catalana. El premi es atorgat per un jurat format per 6 membres, entre representants de la Generalitat de Catalunya i del sector, entre els quals la Federació de Sords de Catalunya (FESOCA), la Secció Filològica de l'Institut d'Estudis Catalans, així com representants dels col·lectius de pares i mares de persones sordes i de persones sord-cegues.

## Premiats
- 1a edició (2015):[3]
  - Categoria de persona signant en LSC: el professor Juan Frigola i Masclans, per la seva trajectòria en el foment de la llengua de signes catalana.
  - Categoria d'entitat que ha destacat en el foment de la LSC: l'Escola Tres Pins de Barcelona.
  - Categoria d'iniciativa, projecte, estudi o recerca de foment de la LSC: la televisió digital Webvisual TV.
- 2a edició (2017):[4]
  - Categoria de persona signant en LSC: Josep M. Segimon i Valentí, professor i activista de la llengua de signes catalana (LSC).
  - Categoria d'entitat que ha destacat en el foment de la LSC: el Casal de Sords de Barcelona.
  - Categoria d'iniciativa, projecte, estudi o recerca de foment de la LSC: la sèrie web Peixos.
  - La fundadora de l'Associació de Sords de Sabadell, Elena Mateu, traspassada a finals de 2015, fou guardonada a títol pòstum.
- 3a edició (2019):[5][6]
  - Categoria de persona signant en LSC: Mercè Calafell i Carrasco.
  - Categoria d'entitat que ha destacat en el foment de la LSC: el Centre Recreatiu Cultural de Persones Sordes de Barcelona (CERECUSOR).
  - Categoria d'iniciativa, projecte, estudi o recerca de foment de la LSC: Santiago Frigola Segimon, professor, estudiós, divulgador i impulsor de nombroses iniciatives de difusió de la LSC.
- 4a edició (2022):[7]
  - Categoria de persona signant en LSC: Rosa Maria Boldú.
  - Categoria d'entitat que ha destacat en el foment de la LSC: Volem Signar i Escoltar.
  - Categoria d'iniciativa, projecte, estudi o recerca de foment de la LSC: esplai Rialles de l'Associació de Families amb Infants Sords de Catalunya, l'únic en LSC a Catalunya.